# Saint-Germain-lès-Arpajon
Saint-Germain-lès-Arpajon – miejscowość i gmina we Francji, w regionie Île-de-France, w departamencie Essonne.
Według danych na rok 1990 gminę zamieszkiwało 7607 osób, a gęstość zaludnienia wynosiła 1206 osób/km² (wśród 1287 gmin regionu Île-de-France Saint-Germain-lès-Arpajon plasuje się na 271. miejscu pod względem liczby ludności, natomiast pod względem powierzchni na miejscu 593.).